# Bande-son pour un coup d'État
Pour plus de détails, voir Fiche technique et Distribution.
Bande-son pour un coup d'État (Soundtrack to a Coup d'Etat) est un film documentaire réalisé par Johan Grimonprez en 2024.
Il relate l’épisode de la guerre froide qui a conduit les musiciens américains Abbey Lincoln et Max Roach à manifester au Conseil de sécurité des Nations unies contre l’assassinat du dirigeant congolais Patrice Lumumba. Le film intègre des extraits de Mon pays, l’Afrique d’Andrée Blouin et de To Katanga and Back de Conor Cruise O'Brien ; des lectures de Congo Inc. par In Koli Jean Bofane ; des archives sonores et télévisuelles de Nikita Khrouchtchev et de nombreux enregistrements de concerts de jazz de l'époque.
Soundtrack to a Coup d'Etat est présenté en première au festival du film de Sundance le 22 janvier 2024. Il remporte le prix André-Cavens du meilleur film de l'Union de la critique de cinéma. Il est nommé pour l'Oscar du meilleur film documentaire en 2025.

## Résumé
Un matin de février 1961, la chanteuse Abbey Lincoln et le batteur Max Roach font irruption avec une soixantaine de militants noirs au Conseil de sécurité des Nations unies pour protester contre l'assassinat de Patrice Lumumba, Premier ministre du Congo nouvellement indépendant. Les manifestants hurlent et donnent des coups de poing, claquent leurs talons et provoquent un affrontement avec un service de sécurité non préparé, et cela sous le regard choqué des diplomates.
Six mois plus tôt, seize pays africains nouvellement indépendants sont admis aux Nations Unies, faisant basculer le vote majoritaire des anciennes puissances coloniales. Le dirigeant soviétique Nikita Khrouchtchev s'oppose à la prise de pouvoir néocoloniale qui se déroule dans la République du Congo (Léopoldville) — la République démocratique du Congo moderne. Dénonçant la politique des États-Unis et la complicité de l'ONU dans le renversement de Lumumba, il exige une décolonisation immédiate dans le monde entier.
Pour garder le contrôle de l'industrie minière de l'ex-Congo belge, le roi  Baudouin trouve un allié dans l'administration du président américain Eisenhower, qui craint de perdre l'accès à l'une des plus grandes réserves connues d'uranium, indispensable à la fabrication de bombes atomiques. Le Congo cristallise les tensions, à la fois de la guerre froide et du plan de contrôle de l'ONU. Le département d'État américain entre en action : l'« ambassadeur du jazz » Louis Armstrong est envoyé pour gagner les cœurs et les esprits de l'Afrique. Sans le vouloir, celui-ci devient un écran de fumée pour détourner l'attention du premier coup d'État postcolonial en Afrique, conduisant à l'assassinat du premier dirigeant démocratiquement élu du Congo. Malcolm X soutient ouvertement Lumumba et ses efforts pour créer des États unis d'Afrique. Il tente d'élargir la lutte pour la liberté des Afro-Américains à une lutte pour les droits de l'homme, dans le but de porter son cas devant l'ONU.
Alors que les ambassadeurs du jazz noir se produisent sans s'en rendre compte au milieu d'agents secrets de la CIA, des musiciens comme Louis Armstrong, Nina Simone, Duke Ellington, Dizzy Gillespie ou Melba Liston sont confrontés à un douloureux dilemme : comment représenter un pays où la ségrégation est toujours la loi du pays ?
Le jazz et la décolonisation sont étroitement liés dans cet épisode oublié de la guerre froide, où les plus grands musiciens ont foulé la scène politique et où des activistes opprimés ont prêté leur voix par inadvertance à la politique de leur pays. Cette histoire de remise en cause de l'autodétermination africaine est racontée du point de vue de la militante panafricaniste des droits des femmes de la République centrafricaine Andrée Blouin, du diplomate irlandais et enfant terrible Conor Cruise O'Brien, de l'écrivain belgo-congolais In Koli Jean Bofane, et de Nikita Khrouchtchev lui-même.

## Fiche technique
- Titre : Bande-son pour un coup d'État
- Titre original : Soundtrack to a Coup d'Etat
- Réalisation : Johan Grimonprez
- Scénario : Johan Grimonprez
- Photographie : Jonathan Wannyn
- Montage : Rik Chaubet
- Production : Rémi Grellety et Daan Milius
- Société de production : Warboys Films, Onomatopee Films, Zap-O-Matik et BALDR Film
- Pays :  Belgique,  France et  Pays-Bas
- Genre : Documentaire
- Durée : 150 minutes
- Dates de sortie : 
  -  États-Unis : 22 janvier 2024 (Festival du film de Sundance)
  -  France : 9 avril 2025

## Distribution
Sauf indication contraire, les informations mentionnées dans cette section peuvent être confirmées par la base de données cinématographiques IMDb,  présente dans la section « Liens externes ».
- Musiciens
  - Louis Armstrong
  - Art Blakey
  - Miles Davis
  - Ella Fitzgerald
  - Dizzy Gillespie
  - Abbey Lincoln
  - Max Roach
  - Nina Simone
  - Miriam Makeba
  - John Coltrane
  - Duke Ellington
  - Melba Liston
  - Eric Dolphy
  - Charles Mingus
  - Ornette Coleman
  - Grand Kallé, musicien de rumba africaine
  - Rock-a-Mambo (en), musicien de rumba africaine
  - Docteur Nico, musicien de rumba africaine
  - Marie Daulne, dite "Zap Mama", musicienne belgo-congolaise
  - Eddy Wally, musicien belge
- Politiques et militants :
  - Patrice Lumumba, Premier ministre congolais
  - Joseph Kasa-Vubu, homme politique congolais
  - Andrée Blouin, militante panafricaniste
  - Gamal Abdel Nasser
  - Mobutu Sese Seko
  - Dag Hammarskjöld, secrétaire général de l'ONU
  - Dwight D. Eisenhower
  - Nikita Khrouchtchev
  - Élisabeth II
  - Léonid Brejnev
  - Fidel Castro
  - Paul-Henri Spaak
  - Adlai Stevenson
  - Allen Dulles, directeur de la CIA (1953-1961)
  - John Foster Dulles, secrétaire d'État américain (1953-1959)
  - Conor Cruise O'Brien, diplomate irlandais, écrivain
  - Malcolm X, militant des droits civiques
- Autres :
  - In Koli Jean Bofane, romancier
  - Willis Conover, Voice of America radio broadcaster
  - Edward R. Murrow, journaliste américain de radio
  - René Magritte, peintre belge
  - Mike Hoare, mercenaire américain

## Distinctions

### Récompenses
- Sundance Film Festival: Special Jury Award for Cinematic Innovation[4]
- DocVille: Best Belgian Documentary[5]
- Movies That Matter: Special Mention Grand Jury Documentary Award[6]
- Sofia International Film Festival : Grand Prix – International Documentary Competition[7]
- San Francisco International Film Festival[8]
- Bergen International Film Festival, Documentary Extraordinaire : Meilleur documentaire[9]
- Festival du film d'El Gouna : Silver Star for Documentary Film[10]
- Montclair Film Festival : Bruce Sinofsky Award for the Documentary Feature Competition[11]
- Thessaloniki Film Festival : Audience Award[12]
- Mirage Film Festival : Best Editing[13]
- International Documentary Association Awards : 
  - Best Writing
  - ABC News Videosource Award
  - Best Editing
- Union de la critique de cinéma : Prix André-Cavens du meilleur film[14]
- Florida Film Critics Circle : Meilleur film documentaire[15]
- Cinema Eye Honors[16] : 
  - Outstanding Editing
  - Outstanding Sound Design

### Nominations
- Directors Guild of America Awards : Outstanding Directorial Achievement in Documentaries[17],[18]
- Independent Spirit Awards : Best Documentary Feature[19]
- Oscars 2025 : Meilleur film documentaire[20]

### Sélections
- Sundance Film Festival : World Cinema Documentary Grand Jury Prize[4]
- Thessaloniki Film Festival : Golden Alexander[21]
- Gotham Awards : Best Documentary Feature[22]
- International Documentary Association Awards : 
  - Best Feature Documentary
  - Best director[23],[24]
- European Film Awards[25]
  - European Film Award du meilleur film
  - European Film Award du meilleur film documentaire
- Toronto Film Critics Association : Best Documentary Film[26]